# Anders Olsson (konstnär, född 1913)
Anders Olsson, född 1913 i Korsnäs, Dalarna, död 1999 i Stugsund, Hälsingland, var en svensk konstnär och illustratör. 
Från 1930-talet fram till 1990-talet målade han flera tusen motiv för väggbonader och julkort och blev känd som "tomtemålare".
Anders Olsson växte upp i Nässjö i Småland. Han gick konstutbildning i Stockholm, men anslöt sig inte till den rådande inriktningen inom måleriet. Han målade idylliska motiv från den småländska landsbygden under olika årstider. Vintern skildras med slädfärder, tomtar och röda stugor. Sommarmotiven visar höbärgning, hässjor och sysslor på en gård. Ofta förekommer gårdens ardennerhäst och andra djur. Olsson flyttade från Nässjö till Sandarne och Stugsund vid Söderhamn, men behöll den småländska naturen som ett ideal i motivvalet. Olsson målade även nakenbilder efter modell i fria naturen.
Hans motiv trycktes som väggbonader (på papper) och julkort i mycket stora upplagor, ibland över miljonen exemplar. Flera förlag gav ut Olssons julkort. Förlaget Absi i Björketorp sålde till exempel 1000 kort för 3 kronor för återförsäljning.  Han signerade sina bilder med namn eller med signaturen A.O.